# Among the Living
Az Among the Living az Anthrax amerikai thrash metal együttes 1987 márciusában megjelent harmadik és egyben legsikeresebb nagylemeze. Az Egyesült Államokban arany minősítést ért el, és a Billboard magazin lemezeladási listáján a 62. helyet szerezte meg. A lemezt 2017-ben a Rolling Stone magazin a Minden idők 100 legjobb metalalbuma listáján a 20. helyre rangsorolta. Az album szerepel az 1001 lemez, amit hallanod kell, mielőtt meghalsz című könyvben.

## Története
Az Among the Living felvételei már nem a Megaforce kiadó házi stúdiójának számító Pyramid Sound Studiosban zajlottak, hanem a Quadradial Studiosban Miamiban, és a Compass Point Studiosban Nassauban, a Bahamákon. Ezúttal már az album hangmérnöke és producere is egy ismert szakember volt, Eddie Kramer, aki korábban többek között Jimi Hendrix, John Mayall, a Led Zeppelin és a Kiss lemezein dolgozott az 1960-as és ’70-es években.
Ez volt az utolsó Anthrax-album, amelyen dalszerzőként említik Danny Lilker basszusgitárost (I Am the Law, Imitation of Life dalok), aki 1984 után elhagyta az együttest, de ennek ellenére még két albumon feltüntették szerzőként. A lemezről az I Am the Law és Indians jelent meg kislemezen, mindkettő a mai napig állandó szereplője az együttes koncertprogramjának. Utóbbi videóklipjét játszotta az MTV.
A lemez borítója Henry Kane tisztelendőt ábrázolja, aki a Poltergeist-filmek főgonosza. Némely spekulációk szerint a borító hódolat Randall Flagg-nek, aki a Végítélet című Stephen King-regény antagonistája. Az A Skeleton In The Closet dalt is egy Stephen King-mű, egy kisregény (Apt Pupil) inspirálta.
Az albumot Cliff Burton, a Metallica basszusgitárosa emlékének ajánlották, aki hat hónappal az album megjelenése előtt hunyt el.

## Az album dalai
| 1. | Among the Living         | 5:16 |
| 2. | Caught in a Mosh         | 5:00 |
| 3. | I Am the Law             | 5:57 |
| 4. | Efilnikufesin (N.F.L.)   | 4:54 |
| 5. | A Skeleton in the Closet | 5:32 |

| 1. | Indians                 | 5:40 |
| 2. | One World               | 5:56 |
| 3. | A.D.I./Horror of It All | 7:49 |
| 4. | Imitation of Life       | 4:22 |

| 10. | Indians (Alternate lead)               | 5:39 |
| 11. | One World (Alternate take)             | 5:55 |
| 12. | Imitation of Life (Alternate take)     | 4:26 |
| 13. | Bud E Luv Bomb and Satan's Lounge Band | 2:45 |
| 14. | I Am the Law (Live in Dallas)          | 6:03 |
| 15. | I'm the Man (Instrumental)             | 3:04 |

| 1.  | Intro                         |  |
| 2.  | Among the Living              |  |
| 3.  | Caught in a Mosh              |  |
| 4.  | Metal Thrashing Mad           |  |
| 5.  | I Am the Law                  |  |
| 6.  | Madhouse                      |  |
| 7.  | Indians                       |  |
| 8.  | Medusa                        |  |
| 9.  | Efilnikufesin (N.F.L.)        |  |
| 10. | Armed and Dangerous           |  |
| 11. | A.I.R. / I'm the Man / A.I.R. |  |
| 12. | Gung-Ho                       |  |

## Közreműködők
- Joey Belladonna – ének
- Dan Spitz – szólógitár, akusztikus gitár az A.D.I.-n
- Scott Ian – ritmusgitár, háttérvokál
- Frank Bello – basszusgitár, háttérvokál
- Charlie Benante – dobok

## Fordítás
Ez a szócikk részben vagy egészben  Among the Living című angol Wikipédia-szócikk ezen változatának fordításán alapul.  Az eredeti cikk szerkesztőit annak laptörténete sorolja fel. Ez a jelzés csupán a megfogalmazás eredetét és a szerzői jogokat jelzi, nem szolgál a cikkben szereplő információk forrásmegjelöléseként.